# 仏教建築

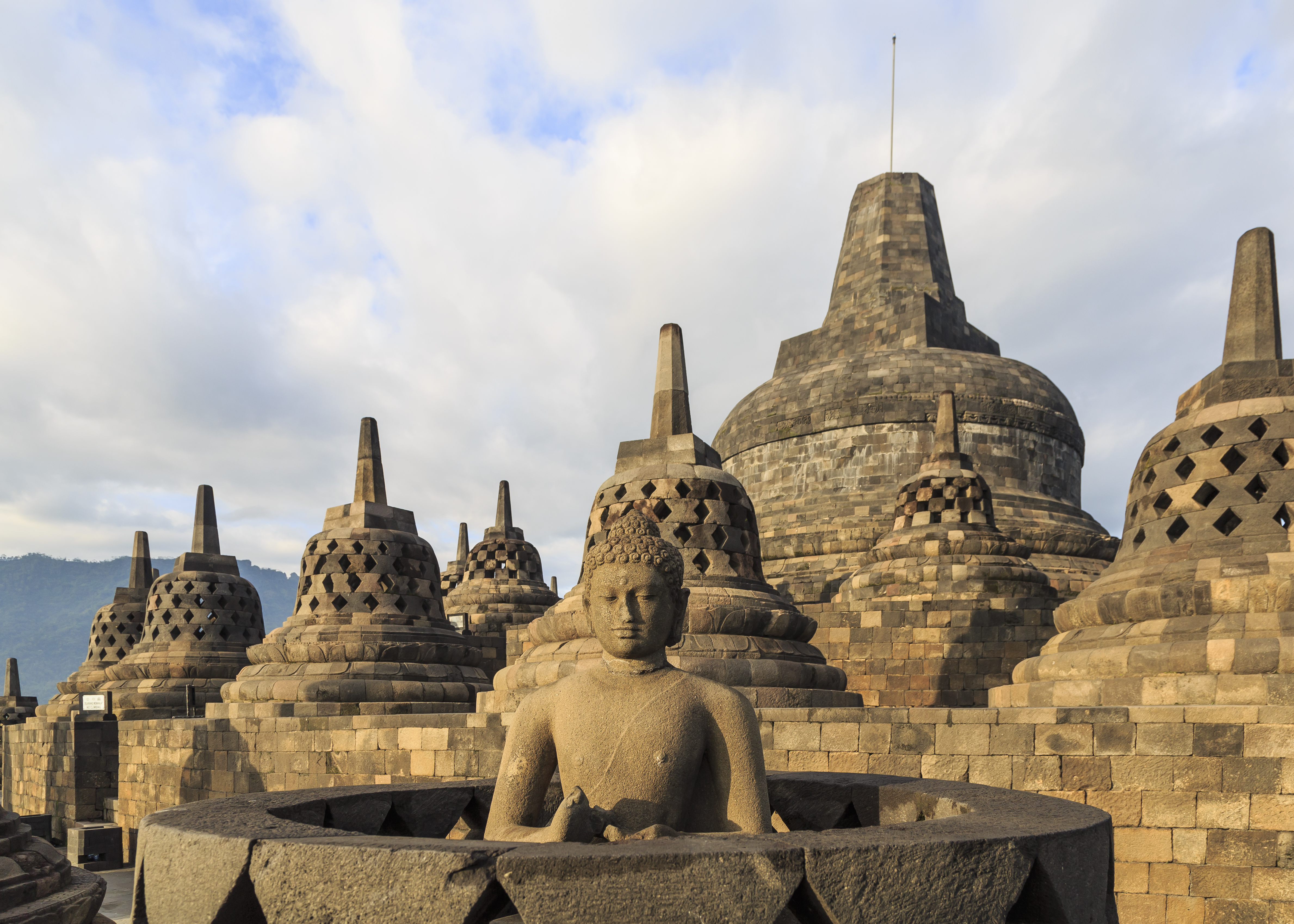
インドネシアのボロブドゥール「Buddha statue」は世界最大の寺院である。

仏教建築（ぶっきょうけんちく、Buddhist_architecture）とは、インド亜大陸で発展した建築様式である。
初期の様式には精舎（ヴィハーラ）、遺骨を奉納するストゥーパ、および礼拝堂（チャイティヤ、またはチャイティヤ・グリハ）などがある。これらは後に、一部の地域で「寺院」と呼ばれるようになった。
ストゥーパの初期の役割は、釈迦の遺骨を奉納し、保護することであった。考古学的に知られている最古のストゥーパの例は、インドのビハール州にある舎利弗（ヴァイシャーリ）の遺骨を収納するストゥーパである。宗教的な実践の変化に伴い、ストゥーパは徐々に礼拝堂の中に組み込まれるようになった。これを示す代表的な例が、アジャンタ石窟寺院やエローラ石窟寺院の複合施設である。また、インド・ビハール州の菩提伽耶（ボードガヤ）にある大菩提寺もよく知られた例である。
仏教建築に見られる装飾的な要素、特にストゥーパは、ヒンドゥー教建築のシカラ（尖塔）に影響を受けていると考えられている。この装飾的な要素は、最終的にタイ王国、カンボジア、ネパール、中国、日本、韓国、ミャンマー、ベトナムなどで見られる「仏塔」へと進化した。

## インドにおける初期の発展

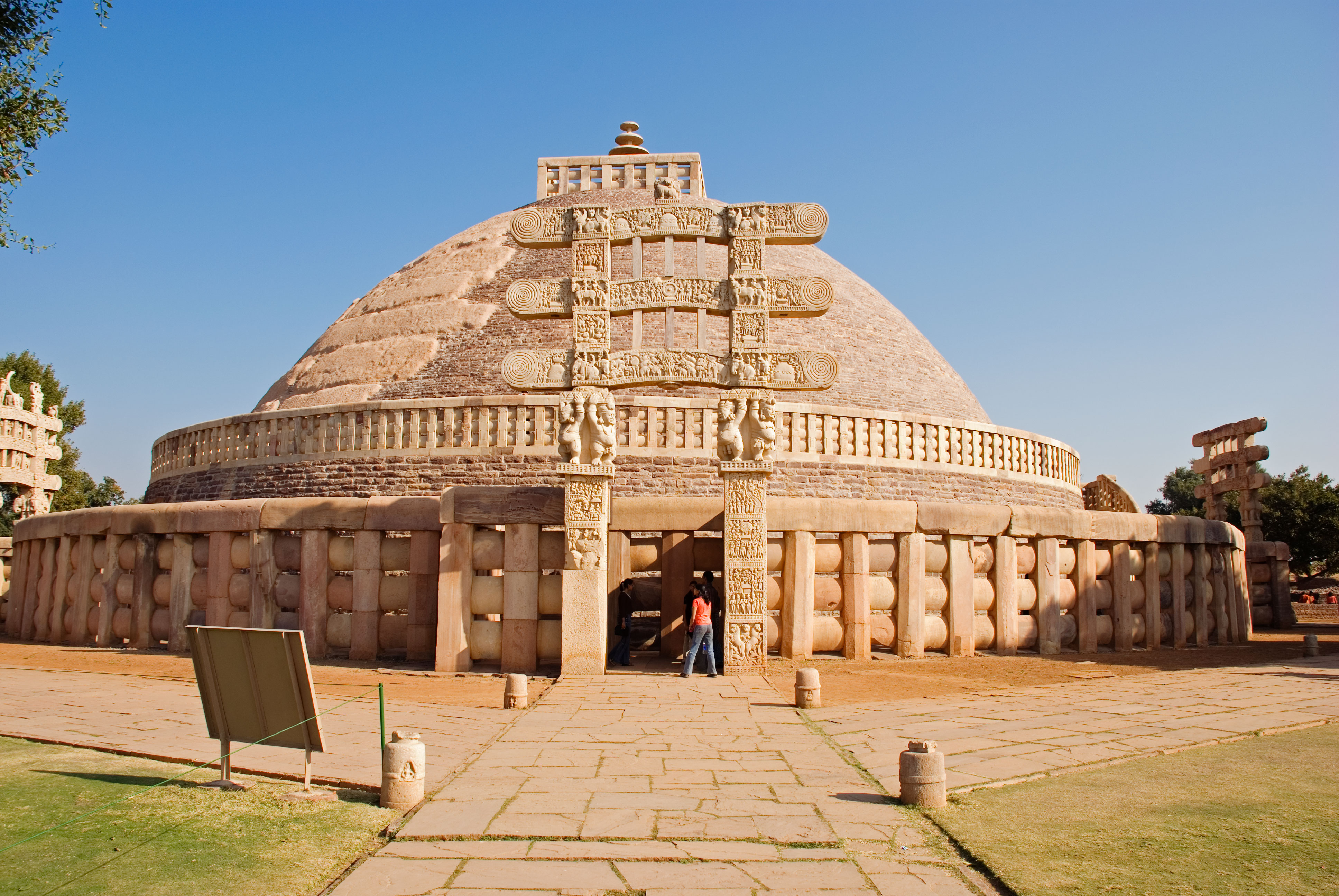
桑契の大ストゥーパ

仏教が創造した特徴的なものは「ストゥーパ」である。ストゥーパは元々、建物というよりも巨大な彫刻のようなもので、その用途としては「聖地を示す目印」や「その地で生きた聖人を記念するもの」として用いられていた。仏教が広がるにつれて、その形態はますます多様化になり、多くの場合、仏教の聖山、特に須弥山の外観を模して造られるようになった。
現存する最も古い仏教建築の1つはインドの桑契（サーンチー）にあり、そこにあるストゥーパは、阿育王（紀元前273年～236年）によって建設されていたとされる。元々のシンプルな構造は後により装飾的なものに覆われ、2世紀以上の間にその場所全体が発展していた。四つの主要な方角は精緻な石の門によって示される。
仏教美術と同様に、建築も仏教が南アジアおよび東アジア・東南アジア全域に広がる中で、それらの地域の寺院や仏塔は全てインドの仏教建築をモデルに造られていた。しかし、仏教は10世紀には起源地であるインドで衰退し、仏教建築もそれとともに姿を消してしまった。
仏教の聖地の装飾は、紀元前2世紀の最後の2世紀にわたってますます精緻になり、特にストゥーパには、天人の姿を含む彫刻やフリーズ（装飾帯）が導入された。また、最初の仏像や菩薩像は人間の姿として表現されることはなく、記号的なシンボルや模様で仏教の神々を表現した。この現象は「仏教美術の非像的段階」と呼ばれる。この非像的表現は寺院建築の発展に影響を与え、仏像の外観が人間の姿に近づいた後、これらのシンボルは「種子字」や「悉曇文字」などの梵語文字へと変化し、寺院建築や仏像の背後に刻まれるようになる。
仏教が広がるにつれて、仏教建築の形態も多様化し、仏教美術と同様の傾向が反映された。また、建築様式は南北で大きく異なり、アジア北部の国々では主に大乗仏教の建築風格が見られる一方、アジア南部では上座部仏教の建築風格が主流となっている。

### 参考書物
- Fletcher, Sir Banister; Cruickshank, Dan (1996). Sir Banister Fletcher's a history of architecture (20th illustrated ed.). Architectural Press. ISBN 0-7506-2267-9 2009年11月11日閲覧。
- Fujita Masaya, Koga Shūsaku 編『Nihon Kenchiku-shi』（September 30, 2008）Shōwa-dō、1990年4月10日。ISBN 4-8122-9805-9。